# Daikin
Daikin Industries, Ltd. (ダイキン工業株式会社 Daikin Kōgyō Kabushiki-gaisha) là một công ty sản xuất điều hòa không khí đa quốc gia của Nhật Bản có trụ sở chính tại Osaka. Công ty này có hoạt động thị trường tại Nhật Bản, Trung Quốc, Úc, Hoa Kỳ, Ấn Độ, Đông Nam Á, Châu Âu, Trung Đông, Khu vực Mỹ-Latinh và Châu Phi.
Daikin là một nhà phát minh ra máy điều hòa không khí có lưu lượng chất làm lạnh thay đổi (VRF). Do không đăng ký nhãn hiệu "VRF", Daikin sau đó đã tiếp thị lại hệ thống là "VRV" (thể tích chất làm lạnh thay đổi). Daikin cũng là một công ty đổi mới trong thị trường máy điều hòa không khí qua việc tạo ra những chiếc máy điều hòa không khí đầu tiên có hệ thống chia tách nhiều bộ phận. Daikin cũng đồng phát triển chất làm lạnh R-410A với Carrier.

## Lịch sử hình thành
Daikin Industries Ltd được thành lập vào năm 1924 với tên gọi Osaka Kinzoku Kogyosho LP bởi Akira Yamada. Năm 1953, Chất daiflon hay còn gọi là polychlorotrifluoroethylene được phát triển. Năm 1963, công ty được đổi tên thành Daikin Kogyo Co Ltd và hướng tới việc phát triển chất Neoflon. Năm 1982 công ty được đổi tên thành Daikin Industries Ltd. như hiện nay. 
Daikin gia nhập thị trường máy lạnh Bắc Mỹ năm 2004.
Năm 2006, Daikin Industries mua lại McQuay International, một tập đoàn toàn cầu có trụ sở tại Minneapolis. Đây là công ty chuyên thiết kế, sản xuất và bán các sản phẩm sưởi ấm, thông gió và điều hòa không khí (HVAC) thương mại công nghiệp, và vào tháng 11 cùng năm, Daikin cũng đã mua OYL Industries. Những thương vụ mua lại này đã đưa Daikin Industries trở thành nhà sản xuất HVAC lớn trên toàn cầu, sánh ngang với tập đoàn Carrier về tổng số sản phẩm được sản xuất, tổng số lợi nhuận cũng như phạm vi hoạt động lãnh thổ trên toàn thế giới. Năm 2008, McQuay International được đổi tên thành Daikin-McQuay khi Daikin bắt đầu triển khai nhiều công nghệ của mình (bao gồm Máy nén khí biến tần Daikin) và các quy trình sản xuất vào các thiết bị và nhà máy của McQuay. Tuy nhiên vào tháng 11 năm 2013, tập đoàn Daikin-McQuay một lần nữa được đổi tên thành Daikin Applied, kết thúc 80 năm kinh doanh dưới cái tên McQuay tại Hoa Kỳ. Trong khi đó, thương hiệu McQuay tiếp tục được sử dụng ở Trung Quốc và Hồng Kông.
Trong ngành lọc, Daikin đã mua lại công nghệ Bộ lọc không khí của Mỹ (AAF) vào năm 2007, và tại Flanders năm 2016. Kết quả của hai thương vụ được gọi là AAF International và AAF Flanders.
Năm 2008, Daikin mua 75% cổ phần của All World Machinery Supply có trụ sở tại Roscoe, Illinois. Daikin đã phát triển hệ thống thủy lực hỗn hợp sử dụng công nghệ từ bộ phận Điều hòa không khí của họ. Trước thực trạng toàn cầu đang giảm khí CO2 thải ra cùng các vấn đề năng lượng nghiêm trọng mà thế giới đang phải đối mặt, sản phẩm này ra đời nhằm mục đích cắt giảm tiêu thụ năng lượng trong lĩnh vực sản xuất. Năm 2009, Daikin Airconditioning có trụ sở tại Philippines được thành lập.
Vào tháng 8 năm 2012 Daikin đồng ý mua lại Goodman Global từ công ty cổ phần tư nhân Hellman & Friedman có trụ sở tại San Francisco với giá 3,7 tỷ đô la, sau lần đầu tiên lên kế hoạch mua Goodman vào năm trước. Vào tháng 1 năm 2011, Daikin đã công bố kế hoạch mua Goodman Global với mức định giá khoảng 4 tỷ đô la Mỹ, tuy nhiên, các kế hoạch đã bị trì hoãn trong một năm bởi trận động đất và sóng thần Tōhoku năm 2011. Việc mua lại này được kỳ vọng sẽ mở rộng sự hiện diện của Daikin tại Hoa Kỳ trong các dòng máy điều hòa không khí kiểu ống gió và có hệ thống tách rời, đồng thời có thể đưa Daikin trở thành nhà sản xuất hệ thống sưởi, thông gió và điều hòa không khí lớn nhất thế giới.
Tính đến  tháng 4 năm 2014, Daikin Hydraulics đã tung ra thị trường một dòng máy bơm piston, máy bơm cánh gạt, máy bơm bằng tay, van điện từ, van điều khiển và lưu lượng, qua đó khẳng định công nghệ bơm của họ tiết kiệm năng lượng hơn 50-70% so với công nghệ thông thường.
Năm 2017, Daikin đã khai trương Công viên Công nghệ Daikin Texas, là một nhà máy lớn nhất và là nhà máy lớn thứ năm trên thế giới. Với Chi phí 417 triệu đô la Mỹ, cơ sở rộng 4,1 triệu mét vuông ở Waller, Texas, trụ sở này sẽ hợp nhất các hoạt động sản xuất của công ty Goodman.
Tính đến năm 2021, các công ty khác đại diện cho các thương hiệu Daikin bao gồm Motili và Quietflex.

## Daikin Industries Ltd
Trong một thời gian dài, Daikin Industries Ltd đã kinh doanh với các đại lý độc lập ở Châu Phi. Tuy nhiên vào năm 2006, Daikin đã sáp nhập UAE với thị trường Đông Phi bằng cách khai trương Daikin ở khu vực Trung Đông và Châu Phi. Vào ngày 20 tháng 1 năm 2017, họ đã tài trợ cho cuộc thi DAIKIN PREMIER LEAGUE - Mùa 7.
Vào tháng 8 năm 2016, Daikin Industries Ltd đã mở một trụ sở chính đầy đủ chức năng tại Cairo, Ai Cập. Daikin tại khu vực Cairo là một động thái khác để công ty thành lập hoạt động kinh doanh ở Châu Phi. Hiện công ty này đang có kế hoạch mở thêm trụ sở chính.

## Ảnh
- Akira Yamada, người sáng lập công ty
- Điều hòa Daikin tại Ga Tennōji
- Nhựa nhiệt dẻo DAI-EL fluoroelastomer do Daikin sản xuất
- Lựu đạn súng trường Kiểu 06 được sử dụng bởi GSDF
- Daikin, Nhà tài trợ chính thức của Galatasaray S.K.; Sân vận động Nef
- Quảng cáo Daikin trên xe điện ở Lisbon
- Biển báo neon của Daikin Industries (gần Ga Shin-Ōsaka)